# Borislav Abadzhiev
Pour les articles homonymes, voir Abadzhiev.
Borislav Abadzhiev (en bulgare : Борислав Стефанов Абаджиев) est un boxeur bulgare né le 14 octobre 1963. 
Abadzhiev complète l'épreuve de boxe lors des Jeux olympiques d'été de 1988 de Séoul en Corée du Sud, mais est défait lors du premier tour de la division hommes poids super-légers (- 63,5 kg) contre le yougoslave Vukašin Dobrašinović (en). Il est surtout connu pour avoir remporté le titre européen lors des Championnats d'Europe de boxe amateur 1987 de Turin, ainsi que la médaille d'argent en poids welters lors des Championnats d'Europe de boxe amateur 1989 d'Athènes et la médaille de bronze lors des Championnats d'Europe de boxe amateur 1985 de Budapest.

## Référence
- (en) Cet article est partiellement ou en totalité issu de l’article de Wikipédia en anglais intitulé « Borislav Abadzhiev » (voir la liste des auteurs).